# Bayerischer Basketball Verband
Der Bayerische Basketball Verband e. V. (kurz: BBV) ist der Dachverband der Basketballvereine beziehungsweise Sportvereine mit Basketball-Abteilungen im Freistaat Bayern. Der Sitz des BBV befindet sich in München.

## Geschichte
Der Bayerische Basketball Verband wurde 1949 gegründet, erster Vorsitzender war Josef Regiert. Von 2003 bis 2015 war Winfried Gintschel BBV-Vorsitzender und wurde nach seinem Amtsende zum Ehrenpräsidenten ernannt. Sein Nachfolger wurde Robert Daumann. Im Mai 2019 wurde Bastian Wernthaler zum BBV-Vorsitzenden gewählt.

## Präsidenten/Vorsitzende
| Name               | von  | bis   | Beleg |
| ------------------ | ---- | ----- | ----- |
| Josef Regiert      | 1949 | ?     | [ 2 ] |
| Winfried Gintschel | 2003 | 2015  | [ 3 ] |
| Robert Daumann     | 2015 | 2019  | [ 4 ] |
| Bastian Wernthaler | 2019 | heute | [ 5 ] |

## Bezirke und Mitglieder
Der BBV ist in sechs Bezirke untergliedert: Unterfranken, Oberfranken, Mittelfranken, Oberpfalz, Schwaben und Oberbayern.
| Bezirk Nummer | Bezirk Name   | Vorsitzender     | Geschäftsstelle |
| ------------- | ------------- | ---------------- | --------------- |
| 1             | Oberbayern    | Dr. Rainer König |                 |
| 2             | Mittelfranken | David Muck       | Jule Stingl     |
| 3             | Oberfranken   | Simon Moritz     |                 |
| 4             | Unterfranken  | Ludwig Schmidt   |                 |
| 5             | Schwaben      | Mike Lippert     |                 |
| 6             | Oberpfalz     | Wilhelm Merkl    |                 |

Dem Bayerischen Landes-Sportverband zufolge hat der BBV 55 148 Mitglieder sowie 477 Mitgliedsvereine (Stand: Jahresende 2023).

## Meister der Saison 2024/2025
| Bayernpokal                     | Verein                     |  |
| ------------------------------- | -------------------------- |  |
| Damen                           | TV Augsburg                |  |
| Herren                          | TS Jahn München 2          |  |
|                                 |                            |  |
| Damen                           |                            |  |
| ByLSD (Bayernliga Süd Damen)    | SB DJK Rosenheim           |  |
| ByLND (Bayernliga Nord Damen)   | Post SV Nürnberg           |  |
|                                 |                            |  |
| Herren                          |                            |  |
| ByLNH (Bayernliga Nord Herren)  | TG Pfauen Würzburg         |  |
| ByLMH (Bayernliga Herren Mitte) | TS Herzogenaurach          |  |
| ByLSH (Bayernliga Süd Herren)   | /                          |  |
| 1RLH-HRN                        | TSV Tröster Breitengüßbach |  |
| 2RLN                            | BIG Basketball in Gotha    |  |
| 2RLS                            | München Basket             |  |
|                                 |                            |  |
| Jugend                          |                            |  |
| U14W                            | FV Jahn München            |  |
| Südostdeutsche                  | FV Jahn München            |  |
| U14M                            | FC Bayern München          |  |
| U16W                            | TG Würzburg                |  |
| U16M                            | TS Jahn München            |  |
| U18M                            | MTSV Schwabing             |  |